# Ballance (Computerspiel)
Ballance ist ein Denk- und Geschicklichkeitsspiel für Windows, das von Cyparade entwickelt wurde und von Atari vertrieben wird. Das Spielprinzip basiert auf dem des Spielautomatenklassikers Marble Madness.

## Beschreibung
Im Spiel steuert man einen Ball durch eine Art schwebendes Labyrinth hoch über den Wolken, wobei es gilt, ihn nicht herunterfallen zu lassen und das Ende des jeweiligen Levels (Spielstufe) zu erreichen. Das Spiel wird mit der Tastatur gesteuert. Dabei dienen die Pfeiltasten zur Bewegung und bei gleichzeitigem Drücken der Umschalttaste zum Drehen der Ansicht in 90°-Schritten. Bei gedrückter Leertaste ist eine Art Vogelperspektive aktiv, in der ein größerer Abschnitt der Spielstrecke sichtbar ist.  Man beginnt jedes Spiel mit einem Punktkonto von 1000 und drei »Leben« – jedes Mal, wenn man den Ball fallen lässt, verliert man eines und wird zum letzten Checkpoint zurückgesetzt, von denen es mehrere pro Level gibt. Es werden pro Sekunde zwei Punkte vom Punktekonto abgezogen, das durch sogenannte Punkte-Extras, die durch Berühren mit dem Ball eingesammelt werden, um 220 Punkte wieder aufgestockt werden kann. Außerdem können Extra-Leben eingesammelt werden. Beim Durchfahren der Level gilt es, Rätsel zu lösen und Mechanismen in Gang zu bringen, um weiterzukommen. Es gibt im Spiel drei Balltypen – Holz, Papier und Stein – deren unterschiedliche physikalische Eigenschaften es auszunutzen gilt. Den Balltyp kann man an sogenannten Transformatoren ändern, die an verschiedenen Orten des Wolkenlabyrinths platziert sind. Bisweilen ist eine Strecke mehrmals nacheinander mit unterschiedlichen Balltypen zu durchlaufen, da zum Beispiel nur Papierbälle leicht genug sind, um per Ventilator in die Höhe getragen zu werden.
Bei der Endwertung des Levels werden zu den Punkten der Levelbonus (100 Punkte multipliziert mit der Levelnummer) und die übriggebliebenen Leben multipliziert mit 200 addiert. Anfangs ist nur das erste Level spielbar, die restlichen müssen erst nacheinander durchgespielt werden, um danach in beliebiger Reihenfolge spielbar zu sein.

## Zusatzlevel
Am 14. September 2004 wurde auf dem Netzauftritt der Entwickler das zusätzliche, frei herunterladbare Level 13, genannt 速度 (Sudu) oder Geschwindigkeitslevel, eingestellt, in dem die Entwickler, nach einer Meldung auf ballance.org, „all die dreckigen kleinen Ideen umsetzen konnten, die wir vorher aus einem einfachen Grund nicht umsetzen durften: Sie werden den Spieler beim ersten Versuch höchstwahrscheinlich mit der Erfahrung des Scheiterns konfrontieren“. Obgleich man dieses Level nicht erst freispielen muss, ist es doch erheblich schwieriger als die bisherigen.

## Neu-Veröffentlichung
Ballance wurde 20 Jahre nach der ersten Publikation am 5. Januar 2024 erneut durch Ziggurat Interactive auf der Spieleplattform Steam publiziert. Die neue Publikation ist inhaltlich identisch mit der von 2004, wurde aber technisch überarbeitet, um eine Kompatibilität mit den aktuellen Windows-Versionen zu gewährleisten.